# Come Back to Me (珍娜·傑克森歌曲)
〈回到我身邊〉（英語：Come Back to Me）是美國黑人女歌手珍娜·傑克森在1990年6月推出的單曲，這首單曲在告示牌單曲榜獲得第2名的成績。

## 歌曲介紹

### 收錄專輯
〈回到我身邊〉是從珍娜·傑克森第四張個人專輯《節奏國度》中所推出的第五首單曲，前四首單曲依序為〈想念你〉（4周冠軍）、〈節奏國度〉（第2名）、〈掙脫束縛〉（3週冠軍）以及〈我心所願〉（第4名）。

### 單曲簡介
〈回到我身邊〉由珍娜·傑克森和老搭檔Jimmy Jam＆Terry Lewis合寫，是珍娜·傑克森少數的抒情佳作，它的旋律優美歌詞淺白易記，尤其是副歌部分一再重複歌名，更是加深歌迷對這首歌曲的印象。珍娜·傑克森如絲質滑順般的嗓音，一向都很適合詮釋〈回到我身邊〉這類輕靈魂樂風格的歌曲。

### 商業成績
〈回到我身邊〉在1990年6月30日進入美國單曲榜，首週成績為第93名，當週〈我心所願〉尚停留在第29名。〈回到我身邊〉進榜當週成績雖然不理想，但是在這首歌曲黑白影像的音樂影片推波助瀾下，1990年8月18日〈回到我身邊〉晉升到了第2名，惟可惜被瑪麗亞·凱莉的出道歌曲〈Vision of Love〉擋在前面，〈回到我身邊〉在第2名盤旋兩週之後名次始往下掉，它成了珍娜·傑克森第三首全美亞軍單曲。〈回到我身邊〉在單曲榜內共停留了17週，在1990年告示牌年終百大單曲名列第49名。
雖然〈回到我身邊〉無緣單曲榜冠軍，但它依舊登上了成人抒情榜的榜首，成為珍娜·傑克森首支成人抒情冠軍單曲。〈回到我身邊〉在英國單曲榜最高成績為第20名。